# Dasychoproctis obsoleta
Dasychoproctis obsoleta är en fjärilsart som beskrevs av Bethune-Baker 1904. Dasychoproctis obsoleta ingår i släktet Dasychoproctis och familjen tofsspinnare. Inga underarter finns listade i Catalogue of Life.